# Conistra rubiginosa
Conistra rubiginosa là một loài bướm đêm thuộc họ Noctuidae. Nó được tìm thấy ở châu Âu.
Chiều dài cánh trước là 15–16 mm. Con trưởng thành bay làm một đợt từ tháng 10 đến cuối tháng 4. 
Ấu trùng ăn various shrubs, deciduous trees và herbaceous plants, bao gồm đinh hương châu Âu, Apple, Rose và Prunus spinosa.

## Hình ảnh

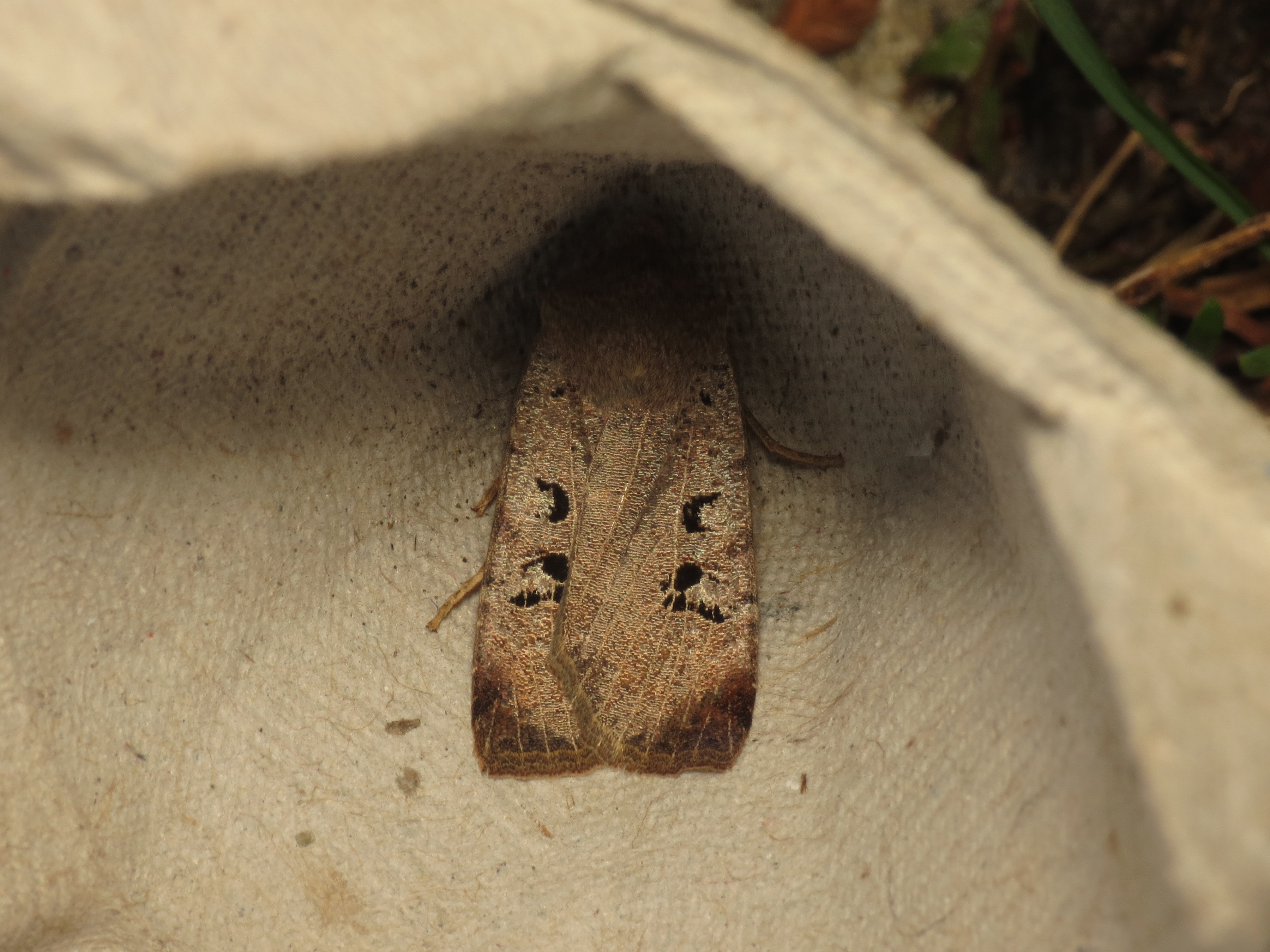
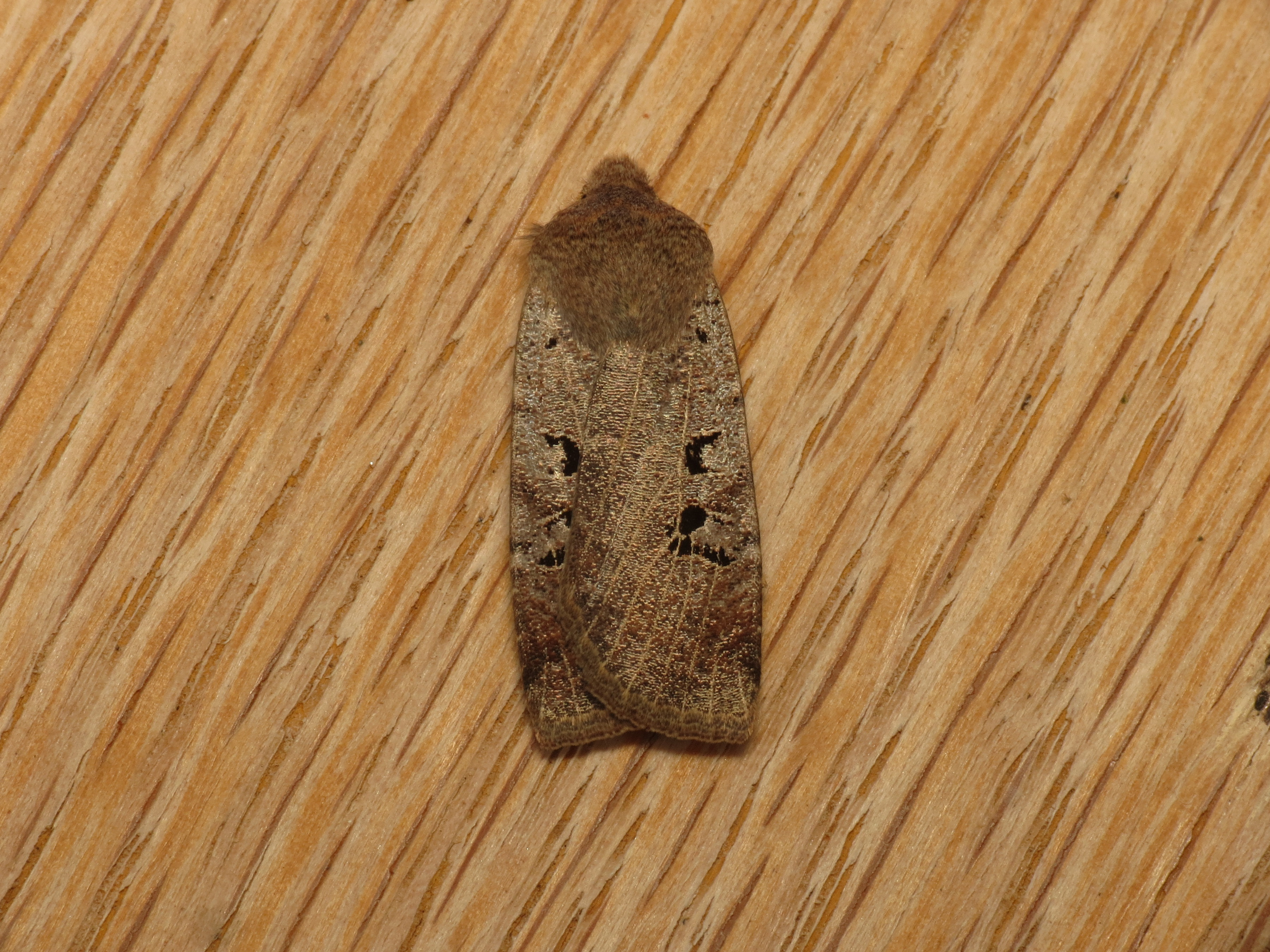
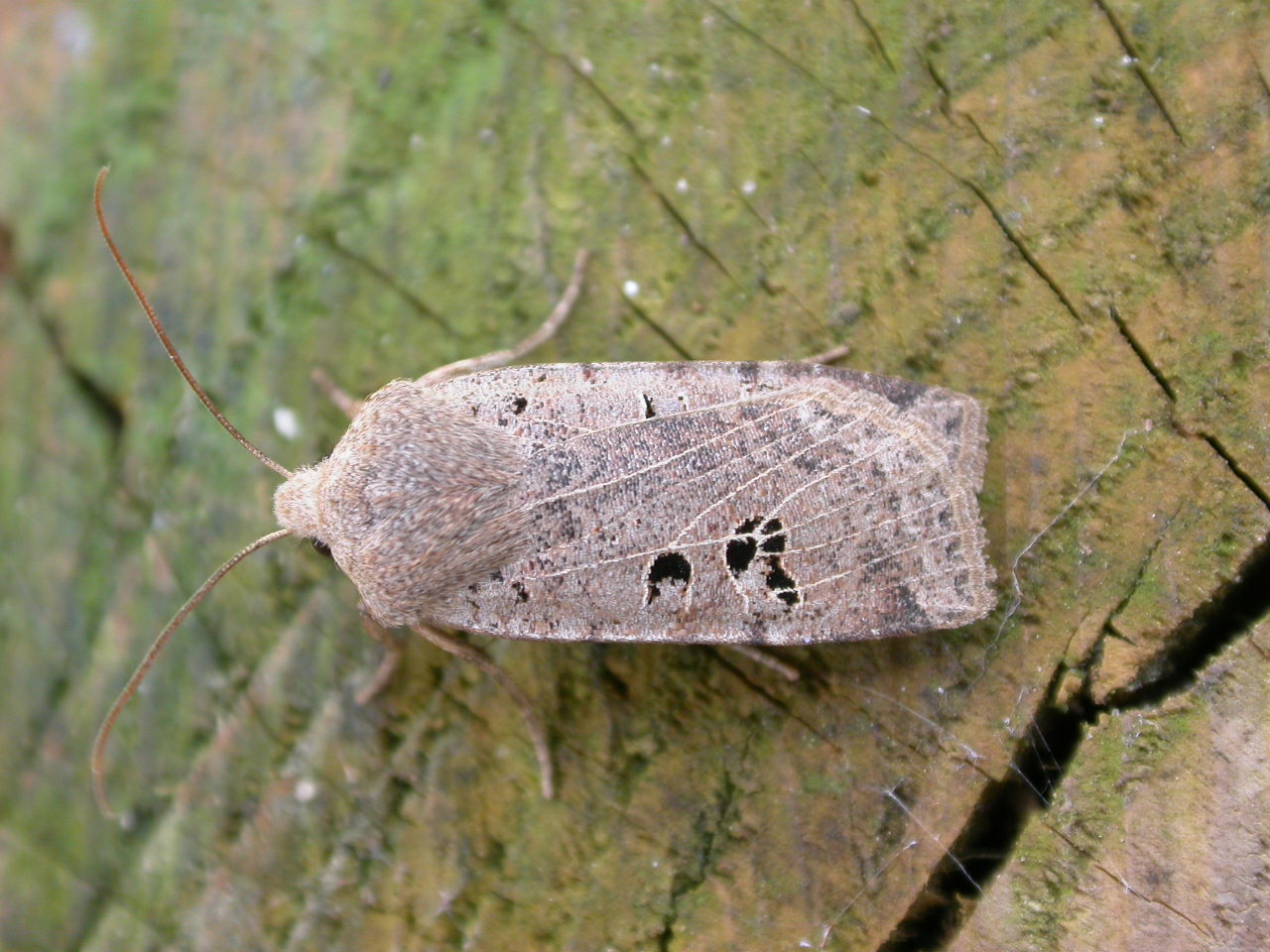
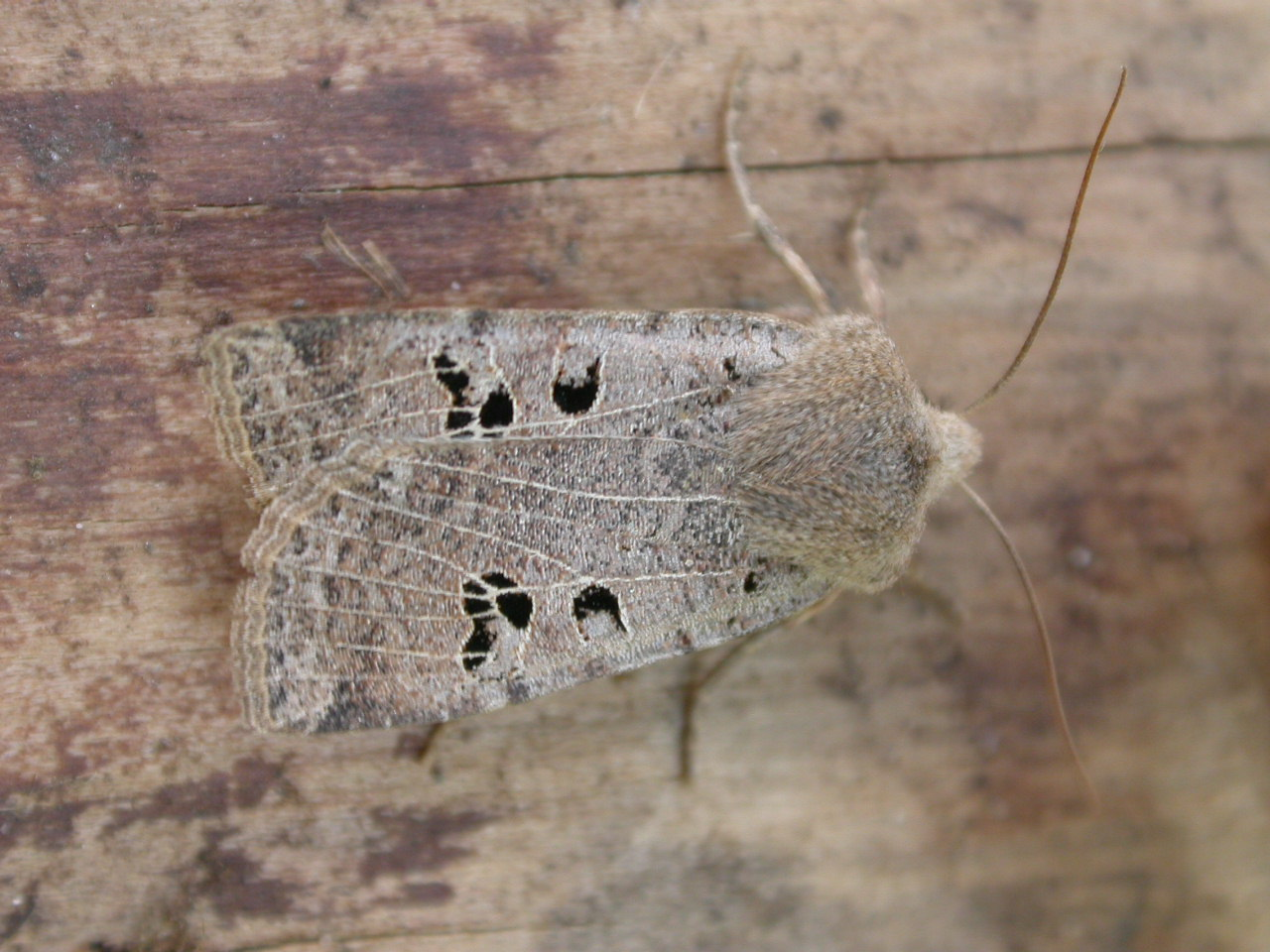